# تادئوش روتکوفسکی
تادئوش روتکوفسکی (لهستانی: Tadeusz Rutkowski؛ زادهٔ ۲۵ آوریل ۱۹۵۱) وزنه‌بردار اهل لهستان بود.